# Les Animaux dénaturés
 (janvier 2020).
Si vous disposez d'ouvrages ou d'articles de référence ou si vous connaissez des sites web de qualité traitant du thème abordé ici, merci de compléter l'article en donnant les références utiles à sa vérifiabilité et en les liant à la section « Notes et références ».
Les Animaux dénaturés est un roman écrit par Vercors et publié en 1952. Ce roman pose la question du propre de l'homme.

## Origine de l’œuvre
C'est en cherchant à définir ce qu'est un Homme à travers dictionnaires et encyclopédies, que Vercors remarque qu'il existe autant de définitions différentes que pour les religions et la philosophie. Il regroupe alors les points communs découverts et en donne le résultat en publiant le court essai La Sédition humaine dans le volume Plus ou moins Homme. Il en déduit que l'humain est le fruit d'une opposition consciente ou inconsciente à la nature alors que l'animal s'y soumet sans examen. Le nazisme tentant de « ramener aux injonctions de la nature », éloigne l'Homme pour se rapprocher de l'Animal.
Si Plus ou moins Homme reçoit de nombreuses critiques, Vercors remarque que celles-ci font silence sur l'essai qui ouvre le recueil La Sédition humaine. Il se rend alors compte que ses conclusions gênent tout le monde, « les catholiques comme les communistes, les rationalistes comme les bergsoniens » mais que personne ne parvient à s'opposer pourtant aux vérités dégagées. Après une discussion avec un ami anthropologue britannique, qui lui signale que de vouloir définir l'Homme par la rébellion n'a pas de sens car l'Homme est d'abord un animal zoologique, que Vercors, l’interrogeant sur la limite zoologique entre l'Animal et l'Homme, comprend que celui-ci n'est pas capable de la définir. Il imagine alors la possibilité qu'un anthropopithèque puisse être découvert à l’époque contemporaine et tous les problèmes qui en découleraient pour le classer Humain ou Animal. Ce postulat est le point de départ des Animaux dénaturés.

## Résumé
Des anthropologues partis à la recherche du « chaînon manquant » (hypothétique créature intermédiaire entre l'être humain et le singe) découvrent celui-ci, non pas sous forme de fossile, mais d'une population vivante. L'espèce est nommée Paranthropus greamiensis en l'honneur de son découvreur Greame, et surnommée Tropi.
Un homme d'affaires nommé Vancruysen imagine d'en faire une main-d'œuvre à bon marché, sans salaires ni droits, pour une usine de lainage. Dès lors, les anthropologues comprennent qu'il faudra bien répondre à la question « Les tropis sont-ils des hommes ? », question que les anthropologues ont l'habitude de rejeter concernant les espèces de la lignée humaine, la jugeant assimilable au paradoxe sorite.
Les autorités préfèrent ne pas tenter de répondre à la question. Pire, il apparaît que la question « Les tropis sont-ils des hommes ? » est tout simplement insoluble parce que la question « Qu'est-ce que l'homme ? » elle-même n'a pas de réponse écrite dans la loi. Les anthropologues décident de tester si les Tropis sont interféconds, d'une part avec les singes, d'autre part avec les hommes. Mais les inséminations artificielles de femelles tropis par du sperme d'homme et de singe se révèlent toutes fécondes, ce qui interdit d'avoir la réponse par ce critère avant que ces rejetons soient eux-mêmes en âge de procréer.
La difficulté de la question vient évidemment du fait que les Tropis étant par définition l'intermédiaire entre l'homme et le singe, il est difficile de dire quels sont leurs droits. Quand un neurologue avance un critère basé sur la complexité du cerveau, le juge lui fait vite admettre qu'il utilise en fait un critère circulaire : le niveau de complexité qu'il réclame à un cerveau pour qualifier un être d'humain est le niveau suffisamment proche de celui qu'il a trouvé chez les humains étudiés jusque-là. Or, les tropis ont un cerveau beaucoup plus simple que les Homo sapiens, mais beaucoup plus complexe que celui des singes. Ce critère peut donc trancher dans le sens qu'on veut selon la manière dont on place la limite. De même pour le langage.
Pour forcer les autorités à prendre position, Douglas Templemore tue le rejeton de la femelle tropi fécondée avec du sperme humain, alors qu'il s'agit à la fois de son fils biologique car il est le donneur et de son fils légal car il est parvenu à le faire inscrire à l'état-civil.
Ce faisant il s'expose volontairement aux  foudres  de la loi criminelle  car il est susceptible d'être considéré comme un assassin. S'ensuit une véritable tempête médiatique, politique et judiciaire qui embarrasse le gouvernement de Sa Majesté Britannique, lequel tente de s'en défausser en missionnant le Lord du sceau privé (que Vercors qualifie facétieusement de "ministre des affaires imprécises") pour tenter de dénouer la controverse. Après bien des tractations et des consultations (où  Vercors expose malicieusement les liens, informels mais fort solides, entre les membres des classes dirigeantes et des élites britanniques ) l'affaire fait l'objet d'un débat - procès à la Chambre des Lords où, bien entendu, les experts de toutes spécialités se contredisent comme à plaisir.
Malgré ce recours aux plus hautes sommités de l'élite britannique, la question de l'humanité des tropis restera en partie irrésolue, mais Douglas Templemore, le héros du jour, acquitté grâce à un tour de passe-passe juridique, pourra convoler en justes noces avec sa fiancée qui, telle Pénélope, a longtemps attendu la fin de son odyssée scientifico-judiciaire. 

## Adaptation
Vercors a adapté lui-même pour le théâtre son roman en une pièce intitulée Zoo ou l'Assassin philanthrope, écrite et publiée dans sa première version en 1959. Elle représente les premiers pas de Vercors vers le théâtre. Cette première version de la pièce fut créée le 24 juin 1963 au festival de Carcassonne dans une mise en scène de Jean Deschamps. La pièce, qui rencontre alors le succès, est reprise en février 1964 à Paris au TNP, puis à travers l'Europe ; en particulier en septembre 1964, Zoo est en répétition à Bruxelles. Fin 1964 Otto Preminger eut même le projet – abandonné – d’adapter Zoo pour Broadway, à New York aux États-Unis.
En 1975, la pièce est à nouveau jouée à Paris au Théâtre de la Ville dans une mise en scène de Jean Mercure. Pour cet événement, ce dernier demande à  Vercors de réécrire sa pièce. Cette deuxième version correspond à l'édition Magnard de 2003, diffusée à l'occasion de l'inscription de cette pièce au programme de Lettres des lycées en France. Le titre Zoo pourrait être un hommage au dessinateur Gus Bofa que Vercors admirait et qui publia en 1935 un album titré Zoo, qui à travers des représentations d'animaux se veut une satire de l'humanité comme le précise sa préface ; cet album a probablement inspiré Vercors, pour son roman puis pour sa pièce.
Le roman a été adapté pour le grand écran en 1970 par Gordon Douglas (Skullduggery).
Le roman est adapté en bande dessinée par Hélène Bruller (scénario) et Joseph Falzon (dessin et couleurs) en 2022 (éditions Albin Michel).